# Francolim-de-nuca-castanha
O francolim-de-nuca-castanha (Pternistis castaneicollis)  é uma espécie de ave da família Phasianidae.
Pode ser encontrada nos seguintes países: Etiópia, Somália e possivelmente Quénia.